# بورفوبيلينوجين
بورفوبيلينوجين مركب عضوي يوجد في الكائنات الحية على هيئة مركب وسطي في التخليق الحيوي للبورفيرينات، والتي تتضمن مركبات حيوية مهمة مثل الهيموغلوبين والكلوروفيل. يرمز للجزيء اختصاراً PBG.

## التخليق الحيوي
في الخطوة الأولى من تفاعل التخليق الحيوي للبورفيرين، يتشكل البورفوبيلينوجين من حمض الأمينوليفيولينيك (ALA) بتحفيز من الإنزيم بورفوبيلينوجين سينثاز (مخلّقة البورفوبيلينوجين).

## المسار الحيوي
تتقارب في المسار الحيوي النمطي أربع جزيئات من البورفوبيلينوجين ليتشكل جزيء هيدروكسي ميثيل بيلان بتحفيز من الإنزيم نازعة أمين البورفوبيلينوجين Porphobilinogen deaminase.

## علم الأمراض
تسبب البرفيرية الحادة المتقطعة حدوث ازدياد في نسبة بورفوبيلينوجين في البول.